# Schayera baiulus
Schayera baiulus é uma espécie de insecto da família Acrididae.
É endémica da Austrália.